# IC 2428
IC 2428 је спирална галаксија у сазвјежђу Рак која се налази на листи објеката дубоког неба у Индекс каталогу.
Деклинација објекта је + 30° 35' 27" а ректасцензија 9h 3m 14,7s. Привидна величина (магнитуда) објекта IC 2428 износи 13,9 а фотографска магнитуда 14,6. IC 2428 је још познат и под ознакама UGC 4747, MCG 5-22-1, CGCG 151-4, KARA 296, IRAS 09002+3047, PGC 25423.